# Macho (pel·lícula)
Macho és una pel·lícula colombo-mexicana del 2016, del gènere comèdia, dirigida per Antonio Serrano Argüelles, amb guió de Sabina Berman i protagonitzada per Miguel Rodarte, Cecilia Suárez, Aislinn Derbez, Mario Iván Martínez, Ofelia Medina i Renato López. En les primeres tres setmanes de la seva estrena fins al 27 de novembre, va recaptar 32 milions de pesos (ca. 1.6 milions de dòlars) i 740,000 espectadors.

## Argument
Evaristo 'Evo' Jiménez (Miguel Rodarte), reconegut dissenyador de modes homosexual, està en el pinacle de l'èxit, a causa de la qual cosa una parella de documentalistes comencen a filmar el seu procés creatiu quotidià. Circumstancialment, els documentalistes descobreixen i revelen que Evaristo en realitat no és homosexual, sinó "heterosexual de clóset", perquè ha tingut sexe, en els últims divuit mesos, amb un total de 322 dones; per exemple, amb Vivi (Aislinn Derbez), una dels seus models estrella, qui viu amb el seu espòs... i amb cap home. Vladimir (Mario Iván Martínez) l'amenaça amb destruir l'imperi que ha construït amb els anys, i l'acusa de farsant. Per consell de la seva col·laboradora (Cecilia Suárez), Evaristo utilitza al nou office boy de l'oficina, Sandro, qui sí que és homosexual i està recuperant-se de la mort recent de la seva parella, per fer-los creure als mitjans i al món de la moda que ell realment sí que és homosexual. Tot es complica quan Sandro comença a enamorar-se d'ell i, pitjor encara, quan tots dos acaben per tenir relacions sexuals. Evaristo, en ser descobert pels mitjans (els documentalistes decideixen vendre als mitjans els vídeos de la seva vida privada), s'amaga per un temps a casa de la seva mamà (Ofelia Medina), i finalment acudeix a presentar-se a la presentació estel·lar de la seva nova temporada, que acaba sent un èxit no sols per la roba sinó, sobretot, perquè es revela el vídeo de la nit que va passar amb Sandro, amb el que es confirma que Evaristo "realment" sí que és homosexual. En l'escena final, Evaristo, Sandro i Vivi duen a terme, amb un xamà (Antonio Serrano), una cerimònia nupcial en la qual es revela que viuran com trio.

## Repartiment
- Miguel Rodarte: Evaristo Jiménez
- Cecilia Suárez: Alba
- Aislinn Derbez: Vivi
- Renato Lopez: Sandro / Sindy
- Andrés Delgado: Sam
- Valeria Vera: Alex
- David Zorrilla: Jaunjo
- Mario Iván Martínez: Vladimir
- Sophia Gómez: Gina
- Maria Elena Aguilar: Conchita
- Antonio Serrano: XamàBoda

## Circumstàncies relacionades
L'actor Renato López va ser assassinat menys de dues setmanes després de l'estrena de la pel·lícula, l'11 de novembre del 2016. El propi director, Antonio Serrano, apareix com el xaman, en l'escena final. Paul Julian Smith descriu la pel·lícula com una "comèdia post homofòbica".